# 니시베 스스무
니시베 스스무(일본어: 西部 邁: 1939년 3월 15일 - 2018년 1월 21일)는 일본의 경제학자다. 도쿄대학 교양학부 교수, 격월간지 『표현자』 고문을 역임했다.
북해도 출신으로, 동경대 입학 후 공산주의자동맹(분트)의 멤버가 되어 동경대 자치회 위원장으로서 60년 안보투쟁에 참여했다. 안보투쟁 이후 동경대 대학원에서 근대경제학을 전공하여 요코하마국립대학 조교수, 동경대 조교수, 영미 유학을 거쳐 동경대 정교수가 된다.
1980년대부터 보수논객으로 전향했고, 동경대 고바마 소동 때 교수직을 사직하고 이후로는 재야평론가로서 활동했다. 새역모에서도 활동했고, 핵무장과 징병제 도입을 주장했다. 2018년 타마강에 뛰어들어 자살했다.

## 같이 보기
- 후쿠자와 유키치
- 나카에 조민
- 나쓰메 소세키